# Luiz Henrique Rios
Luiz Henrique Rios es un director de televisión brasileño.

## Trabajos en televisión
- 2015 - Totalmente Diva - dirección general
- 2014 - Malhação - dirección general
- 2013 - Sangue Bom (telenovela) - dirección general
- 2012/2013 - Malhação - dirección general
- 2010 - Passione (telenovela) - dirección general
- 2008/2009 - Malhação - dirección general
- 2007 - Deseo prohibido (telenovela) - dirección general
- 2005 - Belíssima (telenovela) - dirección general
- 2004 - El color del pecado (telenovela) - dirección general
- 2004 - Começar de Novo (telenovela) - dirección general
- 2002 - O Beijo do Vampiro (telenovela) - dirección general
- 2001 - A Padroeira - dirección
- 2000 - Malhação - dirección
- 2000 -  A Muralha (miniserie) - dirección
- 1998 - Meu Bem Querer (telenovela) - dirección
- 1998 - Corpo Dourado (telenovela) - dirección
- 1996 - Quem é Você (telenovela) - dirección
- 1994 - Quatro por Quatro - dirección

- Datos: Q10320774